# Huisne
L’Huisne è un fiume francese che scorre nei dipartimenti Eure-et-Loir, Orne e Sarthe nelle regioni della Normandia, del Centro-Valle della Loira e dei Paesi della Loira e che sfocia nella Sarthe, subaffluente della Loira.

## Geografia
La sorgente si trova nella regione naturale del Perche, a La Perrière: il corso d’acqua prende inizialmente una direzione nord-est, per poi progressivamente virare a sud-est ed in seguito a sud-ovest. Attraversa quarantasei comuni, fra i quali Nogent-le-Rotrou, La Ferté-Bernard, Champagné ed infine Le Mans, dove confluisce nella Sarthe.
Dà inoltre il nome a sette comuni: Bellou-sur-Huisne, Condé-sur-Huisne, Mauves-sur-Huisne, Saint-Denis-sur-Huisne, Saint-Maurice-sur-Huisne, Sceaux-sur-Huisne e Vouvray-sur-Huisne.

## Idrografia
Trovandosi la stazione idrometrica di Montfort-le-Gesnois circa venti chilometri a monte di Le Mans, dove l’Huisne si getta nella Sarthe, le seguenti cifre escludono i tributi della Parence e del Narais.

## Leggende
Una tradizione locale parla di una creatura, la Vellosa, che si nascondeva nell’Huisne: essa avrebbe presentato i tratti “di un mostro sopravvissuto al diluvio, per metà drago e per metà serpente, ricoperto di peli e delle dimensioni di un grosso bue”. La “Velue” terrorizzò la popolazione di La Ferté-Bernard nel XV secolo.